# Gaismas pils
Gaismas pils (Lysslottet) er Letlands Nationale Biblioteks hovedbygning i Riga, der er under opførelse efter et projekt af arkitekten Gunnar Birkerts, og hvis døre forventes at åbne for offentligheden den 18. november 2012. Bygningen kommer til at rumme det nationale biblioteks teknologiske og informative centrum for alle Letlands biblioteker. Bygherre er Letlands Kulturministerium, og projektet omfatter syv dele, som Letlands Nationale Bibliotek, statsagenturet "Jaunie "Trīs brāļi" (J3B) og statsagenturet "Kultūras informācijas sistēmas" (KIS) er ansvarlige for.